# Diplomă de înnobilare

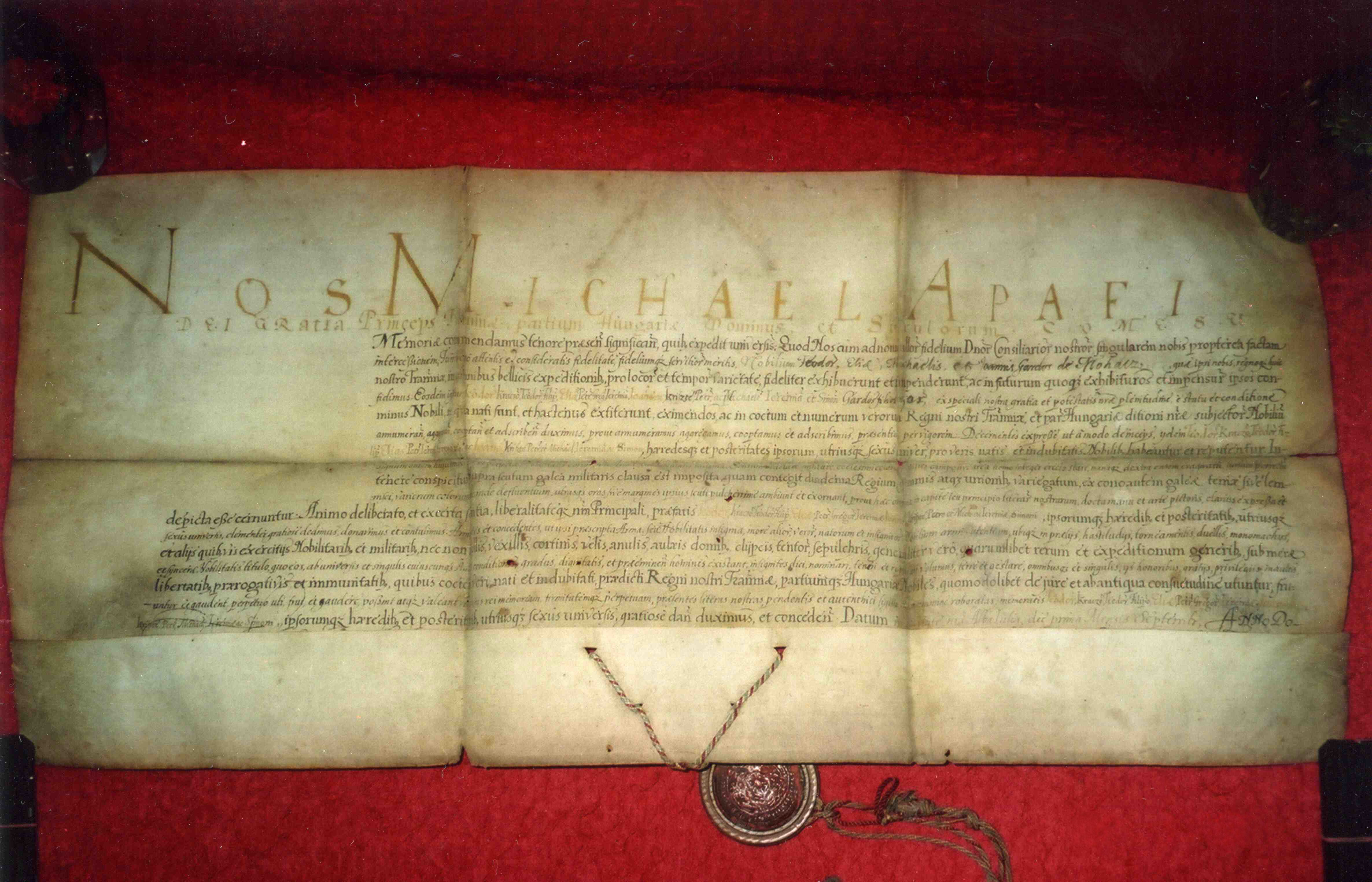
Diplomă de înnobilare emisă de principele Mihai Apafi I

Diploma de înnobilare este înscrisul prin care o persoană obține din partea unui monarh un titlu nobiliar. 

## Istoric
Primele diplome de înnobilare au fost emise de împăratul Carol al IV-lea în secolul al XIV-lea. În secolele XVI-XVII, după destrămarea Regatului Ungariei, principii Transilvaniei au emis ei înșiși diplome de înnobilare, în locul regilor Ungariei, pentru servicii deosebite sau distingere în luptele armate.

## Descriere
Diplomele de înnobilare purtau semnătura domnitorului, fiind contrasemnate de cancelar și de un secretar, validate cu marele sigiliu. Ele sunt scrise pe pergament (in limbaj popular pe “piele de câine”, în realitate pe piele de miel, vițel sau capră) și au dimensiuni variabile. De obicei, reprezentarea blazonului se făcea în colțul stâng sus al documentului, imediat sub numele emitentului, într-un pătrat sau dreptunghi. Blazonul reprezenta o scenă unică, irepetabilă, concepută numai pentru cel înnobilat, simbolizând faptele pentru care a fost înnobilat. Diplomele erau validate cu sigiliul mare, atârnat, în ceară naturală sau introdus într-o cutie din lemn și legat de pergament printr-un șnur. 
Pentru scris s-au folosit cernelurile pe bază de substanțe vegetale extrase din frunze, fructe, scoarță de arbori și unele substanțe chimice (funingine amestecată cu ulei vegetal si cu țuică). Se întrebuințau următoarele culori de cerneală: brună, neagră, verde, galbenă și roșie.
Cel înnobilat plătea scribilor cancelariei princiare transcrierea textului în latină pe pergament, apoi comanda la desenatorii cancelariei desenarea blazonului, respectiv a ornamentelor de înfrumusețare pe margini. Lipsa blazonului sau a ornamentelor indica faptul că noul înnobilat nu dispunea de bani suficienți să achite notele de plată ale desenatorilor.
Mihai Apafi I (1632-1690) a emis cel mai mare numar de diplome de înnobilare dintre toți principii Transilvaniei (447 de diplome, dintre care 67 destinate preoților). Acest fapt s-a datorat nevoii principelui de a-și asigura loialitatea micii nobilimi. Diplomele emise de principele Mihai Apafi I începeau de obicei în felul următor: „Nos Michael Apafi, Dei gratia Princeps Transsilvaniae, partium (regni) Hungariae Dominus, et Siculorum Comes…” (în română „Noi, Michael Apafi, prin grație divină principe al Transilvaniei, domnitor al unor părți din Ungaria și comite al secuilor…”).